# Xiao Qi Ji
Xiao Qi Ji est un panda géant mâle né au zoo national de Washington le 21 août 2020,,,. Progéniture de Mei Xiang et Tian Tian, Xiao Qi Ji est le résultat de l'insémination artificielle de Mei Xiang le 22 mars 2020.
Avec la naissance de Xiao Qi Ji, Mei Xiang, âgée de 22 ans, établit le record du plus vieux panda géant des États-Unis à avoir donné naissance et le second plus vieux panda à donner naissance au monde.
Xiao Qi Ji est le frère de Tai Shan, Bao Bao et Bei Bei.
À la suite d'un vote en ligne organisé sur le site Web du zoo, le nom de Xiao Qi Ji fut choisi et révélé 100 jours après sa naissance, en novembre 2020. Les quatre choix de noms étaient 小 奇迹 (Xiǎo Qíjì, signifiant « petit miracle »), 幸福 (Xìngfú, signifiant « heureux et prospère »), 福 仔 (Fú Zǎi, signifiant « garçon prospère ») et 仔仔 (Zǎi Zǎi, un surnom chinois traditionnel pour un garçon).
Le 27 janvier 2021, en raison de la pandémie de Covid-19, le zoo a décidé d'organiser une première publique virtuelle pour Xiao Qi Ji qui fut diffusée en direct sur la caméra Giant Panda et publiée sur YouTube.